# Human Stuff
Human Stuff er en amerikansk stumfilm fra 1920 af B. Reeves Eason.

## Medvirkende
- Harry Carey som James 'Jim' Pierce
- Rudolph Christians som 'Washboard' Pierce
- Charles Le Moyne som Bull Elkins
- Joe Harris som Ramero
- Fontaine La Rue som Boka
- Ruth Fuller Golden
- Mary Charleson som Lee Tyndal
- Bobby Mack